# Nordkapp
Nordkapp (ili rt Nordkap ili Sjeverni rt) je rt na sjeveru Norveške, u istoimenoj općini.
Nalazi se na 307 metara visokoj litici i obično se spominje kao najsjevernija točka Europe. Svake godine, tijekom dva do tri ljetna mjeseca oko 200.000 turista posjećuje ovo mjesto. 
Premda se Nordkapp spominje kao najsjevernija točka Europe, Knivskjellodden se nalazi nekih 3000 m dalje sjevernije, pa se to smatra pravom najsjevernijom točkom Europe. Dostupna je samo pješice.

## Vanjske poveznice
|  | Zajednički poslužitelj ima još gradiva o temi Nordkapp |

- http://www.northcape.tv Fotografije